# NovelJam
NovelJam（ノベルジャム）は、特定非営利活動法人HON.jpが主催する「著者」と「編集者」と「デザイナー」が一つの会場に集まってチームを作り、短期間でゼロから小説を書き上げ編集・校正して表紙を付け「本」にして販売までを行うイベントである。

## 受賞作品

### 2017年
| 賞                 | 作品名                     | チーム | ASIN            |
| ------------------ | -------------------------- | --- | --------------- |
| 最優秀賞           | 原稿は来週水曜までに       | 新城カズマ（著者） 賀屋聡子（編集者） 松野美穂（アートディレクター） kasuga（デザイン） 有田満弘（イラスト）         | ASIN B01N18NX6W |
| 優秀賞             | PAUSA                      | 澤俊之（著者） 波野發作（編集者） 松野美穂（アートディレクター） 亀山鶴子（表紙デザイン・イラスト）                  | ASIN B01N3CG0O1 |
| 藤井太洋賞         | 輝家魔法的肉包子店         | かずはしとも（著者） 藤澤千尋（編集者） 藤沢チヒロ（装画・デザイン）                                                 | ASIN B01MUWDAMU |
| 米光一成賞         | スパアン                   | 米田淳一（著者） 波野發作（編集者） 松野美穂（アートディレクター） 有田満弘（表紙イラスト） 波野發作（表紙デザイン） | ASIN B01MZIC1R1 |
| 海猫沢めろん賞     | 老人とプログラム言語       | 松永肇一（著者） 賀屋聡子（編集者） 松野美穂（アートディレクター） kasuga（デザイン） 有田満弘（イラスト）           | ASIN B01N3CGOZL |
| 日本独立作家同盟賞 | 世界を救っても恋は実らない | マテバ牛乳（著者） 高橋文樹（編集者） 松野美穂（アートディレクター） 亀山鶴子（デザイン） jitari（イラスト）         | ASIN B01MV2GNJS |

### 2018年
2月10～12日の3日間、東京都八王子市の大学セミナー・ハウスで開催された。
| 賞             | 作品名                      | チーム                                                           | ASIN            |
| -------------- | --------------------------- | ---------------------------------------------------------------- | --------------- |
| グランプリ     | REcycleKiDs                 | ふくだりょうこ（著者） 野崎勝弘（編集者） 波野發作（デザイン）   | ASIN B079VJFFF9 |
| 優秀賞         | バカとバカンス              | 天王丸景虎（著者） 野崎勝弘（編集者） 波野發作（デザイン）       | ASIN B079VVR5B1 |
| 優秀賞         | ユキとナギの冒険            | 牧野楠葉（著者） ハギヨシ（編集者） 古海あいこ（デザイン）       | ASIN B079VKDBP2 |
| 藤井太洋賞     | オートマティック クリミナル | 高橋文樹（著者） 澁野義一（編集者） 嶋田佳奈子（デザイン）       | ASIN B079VP8J6F |
| 鈴木みそ賞     | バカとバカンス              | 天王丸景虎（著者） 野崎勝弘（編集者） 波野發作（デザイン）       | ASIN B079VVR5B1 |
| 山田章博賞     | その話いつまでしてんだよ    | 森山智仁（著者） 米田淳一（編集者） 杉浦昭太郎（デザイン）       | ASIN B079VJ5YGL |
| 特別賞         | グッバイ、スプリング        | 寧花（著者） 小野寺ひかり（編集者） 山家由希（デザイナー）       | ASIN B079VQWMG4 |
| エブリスタ賞   | たそかれ時の女神たち        | 飴乃ちはれ（著者） 澁野義一（編集者） 嶋田佳奈子（デザイン）     | ASIN B079VWCXW4 |
| 新城カズマ賞   | 平成最後の逃避行            | 藤崎いちか（著者） 和良拓馬（編集者） 藤沢チヒロ（デザイン）     | ASIN B079VP9FMG |
| 内藤みか賞     | 味噌汁とパン・オ・ショコラ  | 渡鳥右子（著者） 谷口恵子（編集者） w.okada（デザイン）          | ASIN B079VFM1QF |
| 米光一成賞     | ＤＩＹベイビー              | 山田しいた（著者） 小野寺ひかり（編集者） 山家由希（デザイン）   | ASIN B079VK12WG |
| 海猫沢めろん賞 | 怪獣アドレッセント          | 腐ってもみかん（著者） 和良拓馬（編集者） 藤沢チヒロ（デザイン） | ASIN B079VLR2Y3 |
| 特別賞         | ひつじときいろい消しゴム    | 根木珠（著者） 米田淳一（編集者） 杉浦昭太郎（デザイン）         | ASIN B079VKYXD8 |

| 賞                 | 作品名                                         | チーム                                                                      | ASIN            |
| ------------------ | ---------------------------------------------- | --------------------------------------------------------------------------- | --------------- |
| グランプリ         | 【大好き】センパイを双子コーデでコロしてみた！ | 西河理貴（著者） 波野發作（編集者） ほさかなお（デザイン）                  | ASIN B07KWTC7FN |
| 最優秀賞           | いえ喰ういえ                                   | 維嶋津（著者） 宮坂琢磨（編集者） CAROL（デザイン）                         | ASIN B07KWSYKYV |
| 藤井太洋賞         | 川の先へ雲は流れ                               | 藤城孝輔（著者） 波野發作（編集者） ほさかなお（デザイン）                  | ASIN B07KWTVMGV |
| 鈴木みそ賞         | ＢＯＸ                                         | 澤俊之（著者） つきぬけ（編集者） 米田淳一（デザイン）                      | ASIN B07KWT9SKZ |
| 山田章博賞         | みそしる戦争                                   | 太田有紀（著者） アンジェロ（編集者） 新月ゆき（デザイン）                  | ASIN B07KWSZ4W2 |
| ピースオブケイク賞 | ただいま、おかえり、また明日                   | 藤谷燈子（著者） アンジェロ（編集者） 新月ゆき（デザイン）                  | ASIN B01G893PR6 |
| 藤谷治賞           | あなたの帰る場所は                             | 一之瀬楓（著者） ふくだりょうこ（編集者） 杉浦昭太郎（デザイン）            | ASIN B09HZBDSJG |
| 花田菜々子賞       | リトルホーム、ラストサマー                     | 藤宮ニア（著者） 宮坂琢磨（編集者） CAROL（デザイン）                       | ASIN B07KWT8H48 |
| 特別賞（チーム賞） | チーム「BUKKOWASU」                            | 維嶋津（著者） 藤宮ニア（著者） 宮坂琢磨（編集者） CAROL（デザイン）        |                 |
| 特別賞（チーム賞） | チーム「アンジェロと雪の女王」                 | 藤谷燈子（著者） 太田有紀（著者） アンジェロ（編集者） 新月ゆき（デザイン） |                 |
| 特別賞（個人賞）   |                                                | 日野光里                                                                    |                 |

### 2019年
11月2～3日の２日間、東京都三鷹市で開催された。
| 賞                 | 作品名                           | チーム                                                                 | ASIN            |
| 作品賞部門         | 作品賞部門                       | 作品賞部門                                                             | 作品賞部門      |
| ------------------ | -------------------------------- | ---------------------------------------------------------------------- | --------------- |
| 最優秀作品賞       | ふれる                           | 紀野しずく（著者） つきぬけ（編集者） nao（デザイナー）                | ASIN B081J5KSZZ |
| 米光一成賞         | 多頭少女（左から三番目）の憂鬱   | 式さん（著者） ふくだりょうこ（編集者） 岸端優奈（デザイナー）         | ASIN B081J8NXMF |
| 内藤みか賞         | We’re Men’s Dream                | 澤俊之（著者） 加藤晃生（編集者） こばじ（デザイナー）                 | ASIN B081J9YYFM |
| 小浜徹也賞         | 絶対にはじめから二度読む恋愛小説 | 原里実（著者） 川崎昌平（編集者） 藤沢チヒロ（デザイナー）             | ASIN B081J52YZ2 |
| 有田真代賞         | 失せものは夕凪に                 | 戸森くま（著者） ふくだりょうこ（編集者） 岸端優奈（デザイナー）       | ASIN B081QJCP3B |
| 藤井太洋賞         | キボウの村                       | おおくままなみ（著者） 片塚垂帆（編集者） なかじまひろみ（デザイナー） | ASIN B081J24Z1P |
| 特別チーム賞       | 変な女の書いた101行の小説        | 川崎昌平（編集者） 加茂野もか（著者） 藤沢チヒロ（デザイナー）         | ASIN B081HZW8D9 |
| 特別チーム賞       | 絶対にはじめから二度読む恋愛小説 | 川崎昌平（編集者） 原里実（著者） 藤沢チヒロ（デザイナー）             | ASIN B081J52YZ2 |
| デザイン賞部門     |                                  |                                                                        |                 |
| 優秀デザイン賞     | 人狼ファルファッレの最期         | 新月ゆき（デザイナー） 琴柱遥（著者） くぬぎ（編集者）                 | ASIN B081JCXZYL |
| 優秀デザイン賞     | 失せものは夕凪に                 | 岸端優奈（デザイナー） 戸森くま（著者） ふくだりょうこ（編集者）       | ASIN B081QJCP3B |
| 優秀デザイン賞     | スワンプガール                   | mori_______（デザイナー） 霞弥佳（著者） 大里耕平（編集者）            | ASIN B081J6PQWT |
| 長瀬浩明賞         | バラの棘に憧れて                 | nao（デザイナー） 柳田知雪（著者） つきぬけ（編集者）                  | ASIN B081K3XY7R |
| 山家由希賞         | 気配                             | fmyk（デザイナー） Saaara（著者） 柿崎俊道（編集者）                   |                 |
| 和氣正幸賞         | キボウの村                       | なかじまひろみ（デザイナー） おおくままなみ 片塚垂帆（編集者）         | ASIN B081J24Z1P |
| 和氣正幸賞         | キノウの村                       | なかじまひろみ（デザイナー） 髙井ホアン 片塚垂帆（編集者）             | ASIN B081K274TB |
| 特別チーム賞       | 変な女の書いた101行の小説        | 川崎昌平（編集者） 加茂野もか（著者） 藤沢チヒロ（デザイナー）         | ASIN B081HZW8D9 |
| 特別チーム賞       | 絶対にはじめから二度読む恋愛小説 | 川崎昌平（編集者） 原里実（著者） 藤沢チヒロ（デザイナー）             | ASIN B081J52YZ2 |
| グッドデザイナー賞 | We’re Men’s Dream                | こばじ（デザイナー）                                                   | ASIN B081J9YYFM |
| グッドデザイナー賞 | 天籟日記                         | こばじ（デザイナー）                                                   | ASIN B081K42MMD |
| デザイン奨励賞     | 輪が廻る                         | ハセガワ（デザイナー）                                                 | ASIN B081J5Z47L |